# Barbe-Bleue (film, 1944)
Pour les articles homonymes, voir Barbe-Bleue (homonymie).
Pour plus de détails, voir Fiche technique et Distribution.
Barbe-Bleue (Bluebeard) est un film américain en noir et blanc réalisé par Edgar George Ulmer, sorti en 1944. 

## Synopsis
À Paris, au XIXe siècle, un tueur de jeunes femmes, surnommé Barbe-Bleue, terrorise les habitants. Gaston Morel est un marionnettiste célèbre, épris de peinture, qui présente un opéra de marionnettes, Faust. Or la chanteuse qui interprète Marguerite, Renée, qui est aussi sa maîtresse, lui demande ce que sont devenus ces modèles, dont on n'a plus de nouvelles : il l'étrangle à son tour. Il explique à une jeune modiste dont il est amoureux, Lucille Adjani, que toutes ses marionnettes ont été fabriquées à partir de modèles de femmes qu'il connaissait et voudrait qu'elle réalise de nouveaux costumes, puisque, faute de Marguerite, Faust doit être arrêté. Il a fait vendre par Lamarte, son propriétaire, galeriste et complice, les portraits des modèles assassinés. Un de ces tableaux, acheté par le duc de Carineau, est le portrait d'un de ces modèles et la police recherche le peintre, se doutant qu'il est le meurtrier. Francine, la sœur de Lucille, propose alors à l'inspecteur Lefèvre de demander par Lamarte à ce peintre de la peindre, prétextant être une jeune latino-américaine souhaitant emporter ce portrait. Elle reconnaît alors Morel, qui comprend qui elle est et réalise qu'il est tombé dans un piège : il la tue, ainsi que Lamarte dont il croit qu'il l'a trahi. Lefèvre présente ses condoléances à Lucille, il tient le foulard avec lequel il a étranglé Francine. Lucille reconnaît ce foulard : Gaston l'avait déchiré en étranglant Renée et Lucille, ignorant pourquoi, l'avait recousu. Elle va demander des explications à Gaston, qui lui explique avoir été follement amoureux d'une femme, Jeannette, qui s'est moquée de lui et qu'il a tuée. Depuis, toutes les femmes qu'il a peintes lui rappelaient Jeannette et il ne pouvait résister à la pulsion de les tuer, jusqu'à ce qu'il tombe amoureux de Lucille. Celle-ci est prête à le dénoncer à la police...

## Fiche technique
- Titre : Barbe-Bleue
- Titre original : Bluebeard
- Réalisateur : Edgar George Ulmer
- Scénario : Pierre Gendron, d'après une histoire de Arnold Phillips et Werner H. Furst
- Photographie : Jockey A. Feindel
- Montage : Carl Pierson
- Musique : Leo Erdody
- Société de distribution : Producers Releasing Corporation
- Pays d'origine :  États-Unis
- Format : noir et blanc
- Genre : Thriller
- Durée : 85 minutes
- Date de sortie : 
  -  États-Unis : 11 novembre 1944

## Distribution
- John Carradine : Gaston Morel
- Jean Parker : Lucille Lutien
- Nils Asther : inspecteur Lefèvre
- Ludwig Stossel : Jean Lamarte
- Henry Kolker : Deschamps
- George Pembroke : inspecteur Renard
- Teala Loring : Francine Lutien
- Sonia Sorel : Renee Claremont
- Emmett Lynn : « Le Soldat »
- Iris Adrian : Mimi Robert
- Patti McCarty : Babette
- Carrie Devan : Constance
- Anne Sterling : Jeanette Le Beau
- George Irving (non crédité) : duc de Carineau

## À noter
- L'auteur et critique de cinéma Leonard Maltin a attribué à ce film 3/4 étoiles, le qualifiant d'« étonnamment efficace[1]. »